# Vodojem Trnava

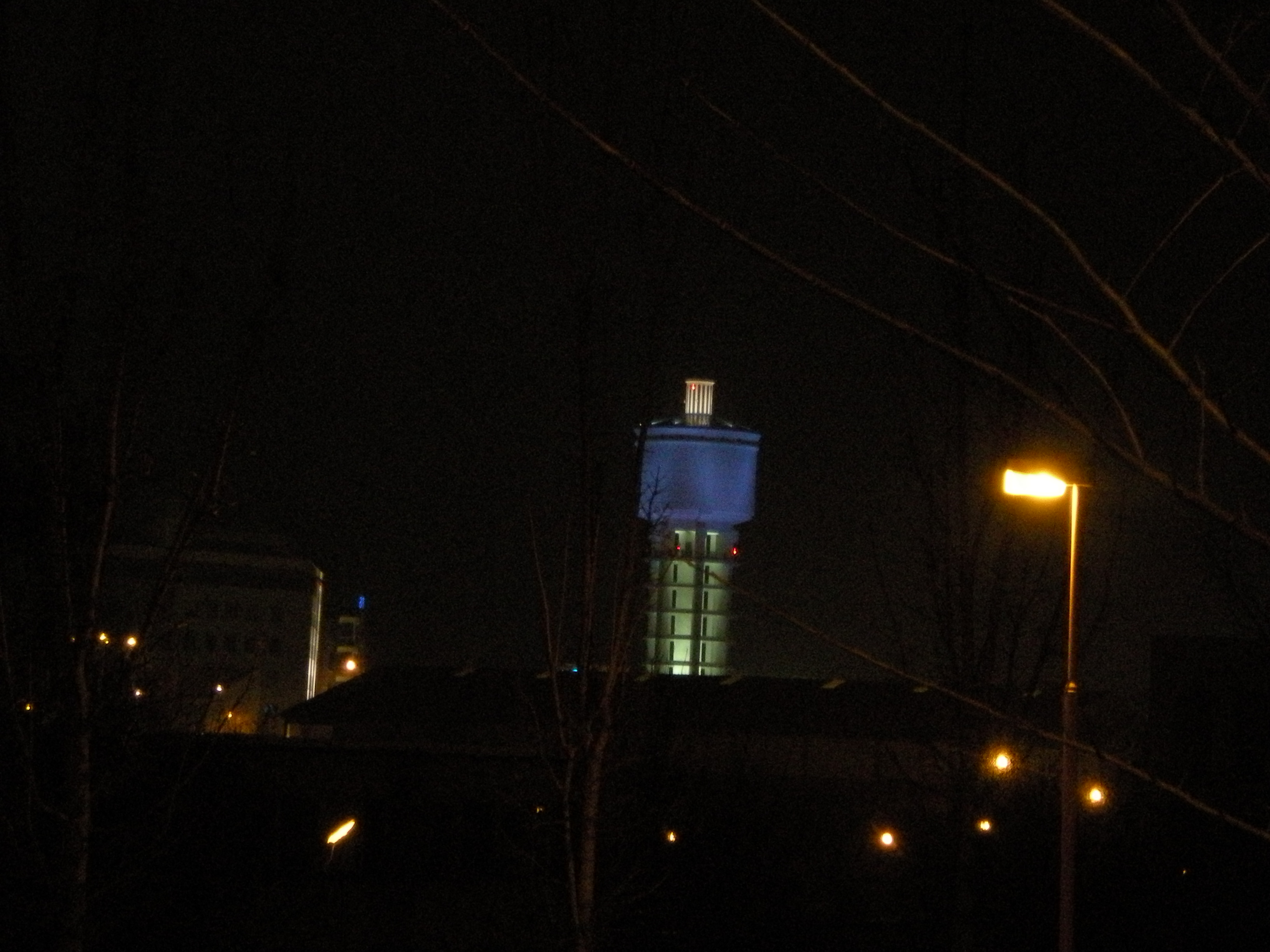
Vodojem v noci

Vodojem v Trnavě je významné architektonické dílo v Trnavě. Autorem projektu (1941) je prof. ing. arch. Emil Belluš. Statiku řešil prof. Karel Havelka. Vodojem byl vybudován v letech 1942–1946 a předán do provozu v roce 1954.

## Situování

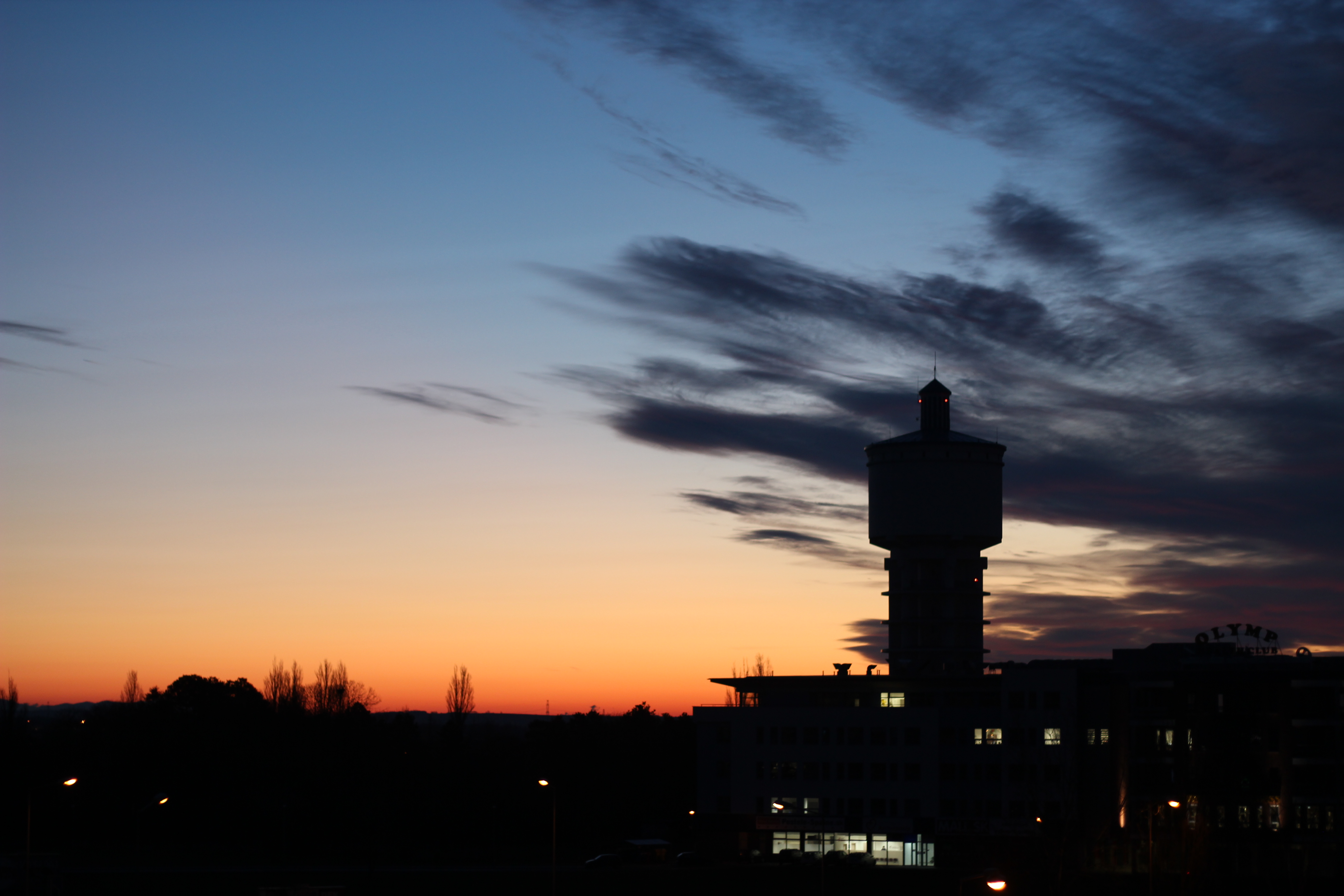
Vodojem při východu slunce

Vodárenská věž s vodojemem, čerpací stanicí, bazénem a areálem se nachází ve východní části města Trnava. Je zasazena do uměle koncipované oázy a je dobrým projevem autorovy vynalézavosti. Svou výškou 50 metrů, tvoří jednu z dominant města Trnava. Vstup do areálu je z Bučianskej cesty. Areál je po celém obvodu oplocen a má tvar trojúhelníka o rozměrech 447 m × 493 m × 208 m. Tato oplocená plocha činí celkem 5,3676 ha a je zároveň ochranným pásmem vodního zdroje.

## Konstrukční řešení

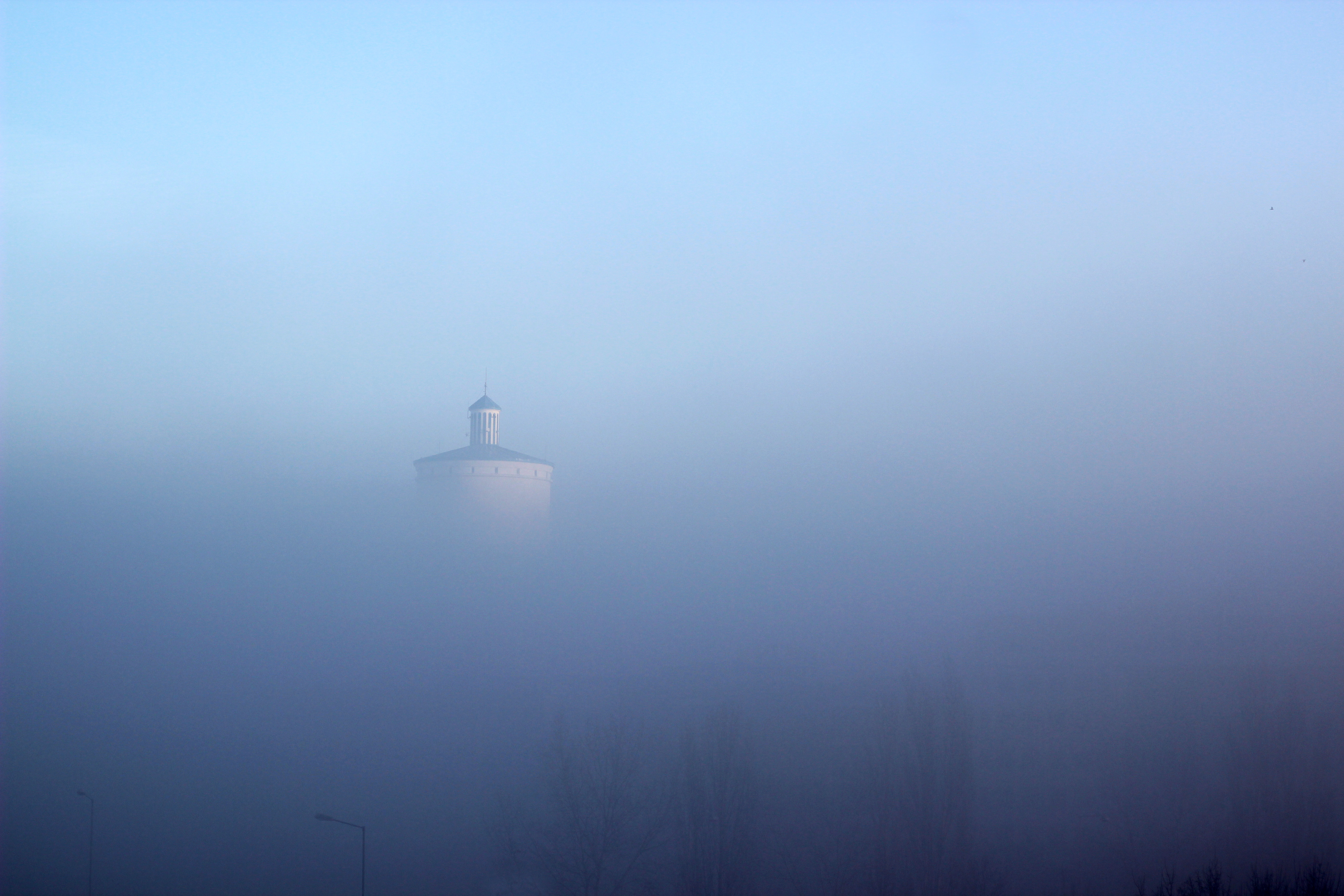
Vodojem v mlze

Šest železobetonových nosných sloupů svázaných skružemi nese plný válec vodní nádrže. Válec uprostřed sloupů ukrývá technické schodiště a vodovodní potrubí. V plášti válce jsou menší obdélníková okna. Podobný motiv se opakuje i v horní části nádrže, kde okna osvětlují okružní chodbu. Věžička na vrcholu – laterna slouží k větrání a osvětlení. Horní část vodojemu zpřístupňují technické žebříky. Obsah vodojemu je 1200 m³ a výška hladiny vody je 8,0 m.

## Architektonický výraz
Jednoosá vertikální kompozice je nápaditě vymodelována, je založena na optickém dynamizujícím efektu a na gradování kontrastu plných a perforovaných hmot a ploch. Plasticitu podtrhují typické bellušovské římsy.

## Filozofie

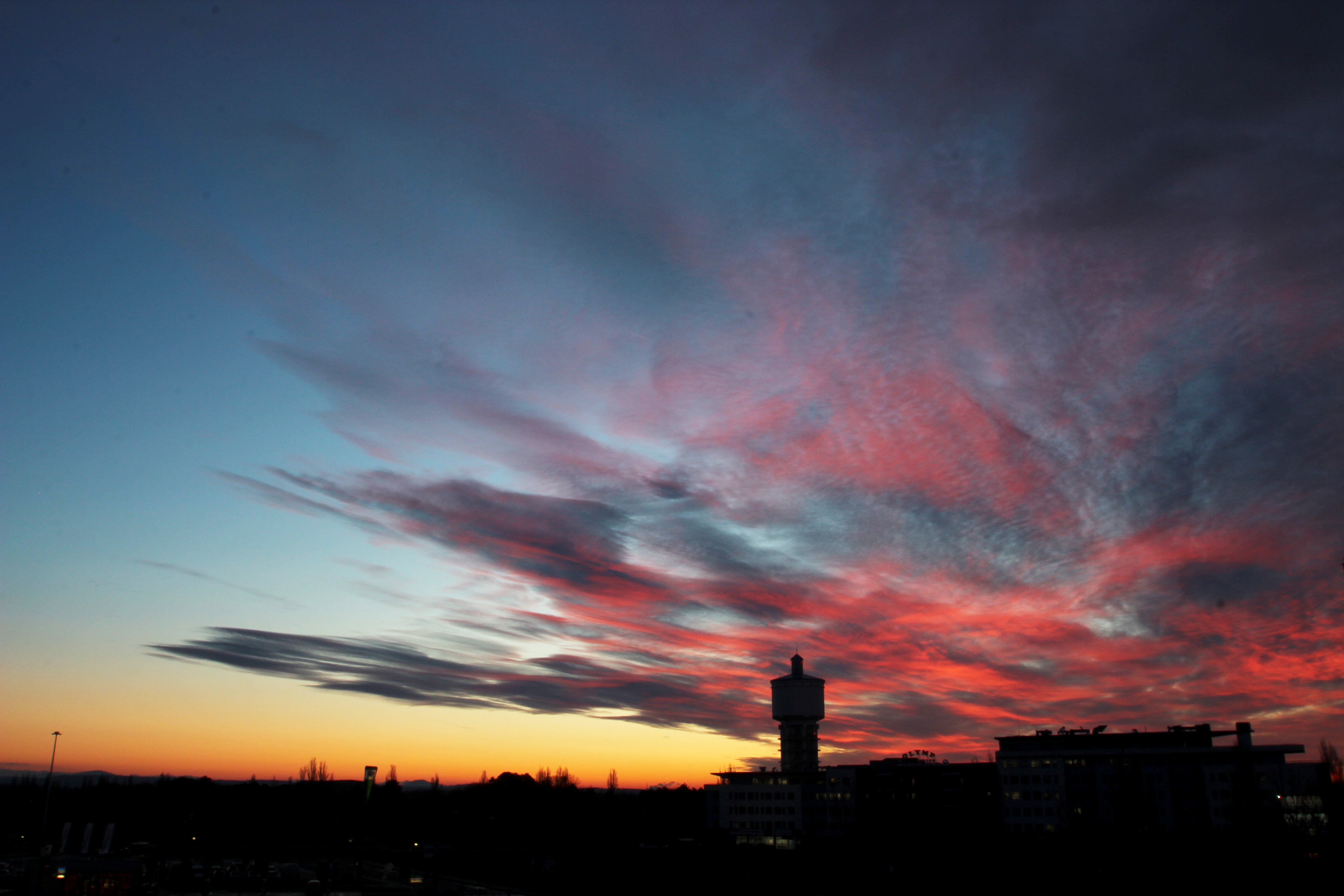
Další pohled na vodojem při východu slunce

Skulpturální impozantnost tohoto technického díla spočívá zejména v kontrastu plné hmoty nádrže a odlehčené sestavy nosné části. Emil Belluš dokázal sebejistě formovat i ty části konstrukce, kterým se obvykle připisuje pouze konstrukční funkce. Ve své kategorii je vodojem příkladem brilantní architektury.